# György Korsós
György Korsós [ˈɟørɟ ˈkorʃoːʃ] (* 22. August 1976 in Győr, Ungarn) ist ein ehemaliger ungarischer Fußballspieler.

## Karriere
György Korsós spielte zunächst bis 1999 bei Rába ETO Győr, ehe der Mittelfeldspieler nach Österreich ging und beim SK Sturm Graz unter anderem an drei Champions-League-Spielzeiten teilnahm. Von 2004 bis 2006 lief er anschließend beim SK Rapid Wien auf. Sein größter Erfolg mit der Mannschaft war hierbei der Gewinn der Österreichischen Meisterschaft 2004/05. 2006 wechselte er nach Griechenland zu Skoda Xanthi. Nach einem Jahr bei den Griechen war Korsos ein Jahr vereinslos, ehe er einen Vertrag bei den Austria Amateuren unterschrieb, die er wiederum im Sommer 2009 nach Vertragsende verließ. Bis Sommer 2010 war er beim SV Stegersbach (Burgenlandliga) unter Vertrag. Derzeit ist er für den SV Wimpassing (Burgenland) tätig, wo er sich mit seiner Familie auch häuslich niederlassen will. Dort soll er mit einem heimischen Team und anderen Heimkehrern nach Jahren der Abstinenz wieder den Aufstieg in die 1. Klasse fixieren und den Meistertitel erklimmen.
György Korsós absolvierte ferner in dieser Zeit 33 Länderspiele für Ungarn und erzielte hierbei ein Tor.